# گرانادا (کلرادو)
گرانادا (به انگلیسی: Granada) شهری در ایالت کلرادو کشور ایالات متحده آمریکا است که جمعیت آن در سرشماری سال ۲۰۱۰ میلادی، ۵۱۷ نفر بوده‌است.